# Winti

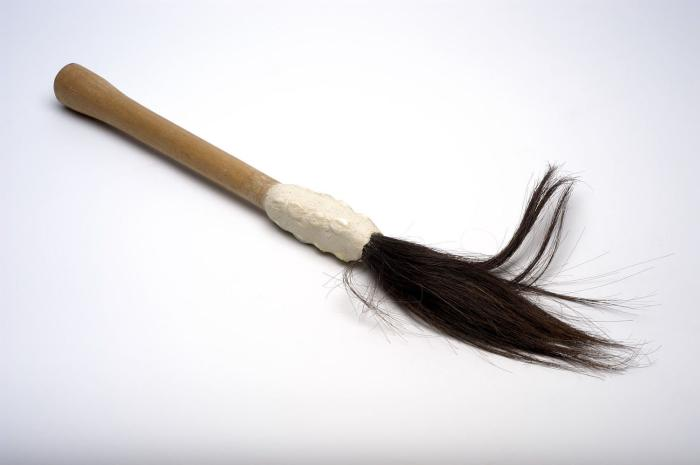
Objeto mágico usado pelo obiaman sacerdote Winti.

Winti é a tradicional religião Afro-Surinamesa que resultou da junção de diferentes elementos do patrimônio religioso da bagagem dos escravos que foram levados para o Suriname de diferentes tribos da África Ocidental (países atualmente). Desenvolvimentos religiosos semelhantes podem ser vistos em outros lugares das Américas e das Caraíbas (por exemplo no Candomblé do Brasil, Santeria de Cuba, Vodu do Haiti, Orisa de Trinidad e Tobago, etc.)

Winti pode ser ainda descrito de acordo com C. Wooding (um perito Winti), como::
"...uma das religiões afro-americanas, dentro do qual a crença em seres sobrenaturais personificados  ocupa uma posição central. Estes seres sobrenaturais personificados podem tomar posse de um ser humano, desligar sua consciência, por assim dizer, e, assim, revelar coisas relativas ao passado, presente e futuro, bem como causa e/ou curar uma doença de natureza sobrenatural." 
De acordo com outro especialista Winti, S. Wolf, Winti é:
"... a maneira do afro surinamês (Creole) de olhar a vida, uma colorida coleção de idéias e práticas que vivamente difere de acordo com as regiões e períodos históricos mas cujos elementos fundamentais que são a crença num Criador Deus Superior, a veneração dos parentes ancestrais e um panteão de deuses/espíritos, quem afetam a vida quotidiana, para que por meio disso uma existência harmoniosa possa surgir. Existe aqui um claro empenho na realidade da existência (salvação), e um esforço em busca da terra prometida, do reino de Deus, onde reina justiça." 

## Os Panteões
Existem quatro (4) Panteões ou grupos.
1. O Panteão Terra com os deuses da Terra ou Gron Winti.
2. O Panteão Água com os Espíritos da Água (deuses) ou Watra Winti.
3. O Panteão Floresta com os Espíritos da Floresta (deuses) ou Busi Gado's.
4. O Panteão Céu com os Deuses do Céu ou o Tapu Winti.

### O Panteão da Terra
O panteão da Terra Winti são chamados. Goron (=terra, chão, solo) (deuses) do Gado.
O Goron de Gadu são:
Aisa
Também chamada de Mama Aisa, Wanaisa ou Soko Mama. Ela é a mãe dos deuses.  A mãe da África (Mama fu Nengre Kondre). Ela é Mãe Terra, O chefe do Winti da Terra.
Loko
Ele é o marido de Aisa. Vive em uma árvore Loko frutífera e floralífica (Nome de uma árvore gigantesca das Amazonas Surinamesas). Obedecendo-o pode se subir a árvore de Loko que representa a vida dele e nossas vidas só começará a representar algo para Ele quando estivermos morando em uma casa da árvore, não obedecendo-o começam a sair odores ruins de corpos que um dia o pertenceram e que visa ele converter para a fidelidade à uma de suas filhas.
Leba
Fodu
Luangu
Goron-Ingi